# Тремело
Тремело (нидерл. Tremelo) — муниципалитет в Центральной Бельгии, провинция Фламандский Брабант.
Расположен близ слияния рек Демер и Диль в 10 км южнее г. Лёвен, 28 км к юго-западу от Брюсселя и в 30 км к северо-западу от Антверпена.
В состав муниципалитета входят районы Баал и Нинд.
На 1 января 2018 года в Тремело проживало 14 842 человека. Общая площадь составляет 21,57 км², плотность населения 690 человек на 1 км².

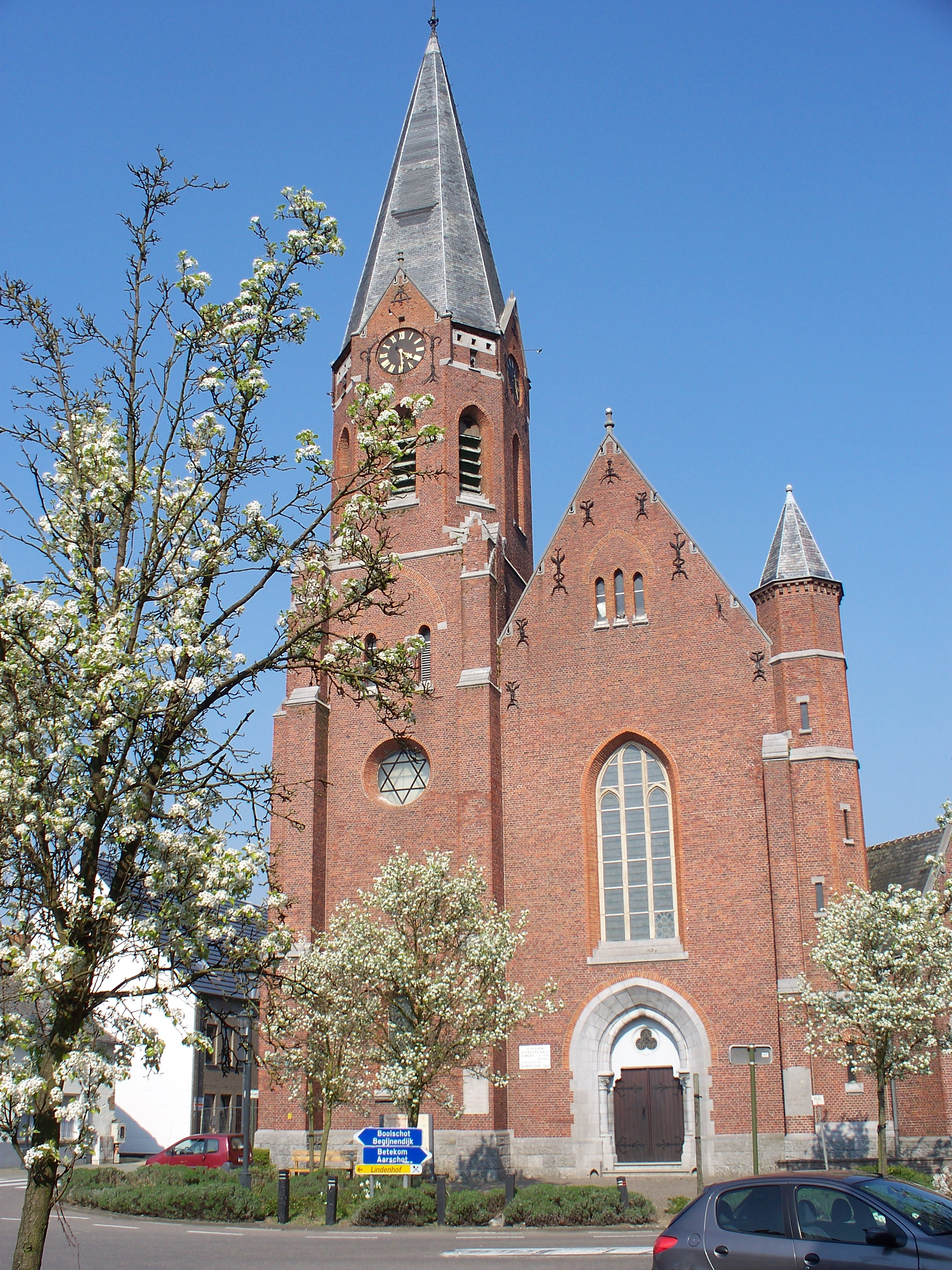
Церковь Святой Анны

## Известные уроженцы
- Дами́ан де Вёстер (1840—1889) — святой Римско-католической церкви. Известен как «отец Дамиан прокажённых», «Апостол прокажённых». Почитается в Римско-католической церкви как покровитель больных проказой, изгоев, жертв инфекционных заболеваний (в частности, ВИЧ-инфекции).
- Данте Риго (род.1998) — бельгийский футболист.